# Loxogramme centicola
Loxogramme centicola är en stensöteväxtart som beskrevs av Michael Greene Price. Loxogramme centicola ingår i släktet Loxogramme och familjen Polypodiaceae. Inga underarter finns listade.